# Église de la Mère-de-Dieu-d'Ivérie de Tbilissi
L'église de la Mère de Dieu d'Ivérie de Tbilissi est une église géorgienne de Tbilissi. Située au 1, rue Manjgaladzé dans le quartier Lotkini de la capitale géorgienne, l'église est une construction de la fin du XIXe siècle, construite sur le site d'une église médiévale du même nom. L'église porte son nom de l'icône médiévale géorgienne-byzantine de Notre-Dame Porte du Ciel.

## Histoire

### Origines
La zone entourant l'église moderne comprend au XIIe siècle le village royal de Didoubé, qui comprenait les principaux quartiers et églises du roi. Une carte de 1771 du voyageur allemand Johann Guldenstadt montre toujours les limites des territoires du château de Didoubé, y compris le quartier de l'église, tandis que des fouilles archéologiques ont révélé que Didoubé était un village riche en face de Tbilissi et approvisionnant la capitale en produits agricoles. Didoubé abritait deux églises royales, dont l'église de la Mère de Dieu d'Ivérie, probablement construite vers les XIIe – XIIIe siècles.

Écrivant en 1866, Platon Iosseliani écrit sur l'église : 
« La population de Tbilissi vient à l'église le Lundi Saint. Il est situé sur la rive gauche du Mtkvari dans la vallée de la Didoubé, entre deux colonies allemandes. L'ancien village de Didoubé s'est vidé avant le règne d'Héraclius II à cause de la Lekianoba et une partie des habitants s'est installée à Koukia et Tchoughoureti, dans la banlieue de Tbilissi. L'église n'a actuellement pas de dôme. »

### Nouvelle église
Le quartier a commencé à être colonisé par les cheminots dans les années 1870, après quoi l'église a été incluse dans le nouveau district municipal de Nadzaladevi. La construction d'une nouvelle église a commencé dans les années 1890 sous la direction du personnage public Grigol Tcharkviani, finalisée le 25 février 1899. Tcharkviani a également parrainé l'ouverture d'une école paroissiale à côté de l'église, qui existe toujours à ce jour. Parce qu'elle a été construite pendant le contrôle russe de la Géorgie, l'église a été construite pour imiter les temples religieux russes. Une ancienne photo du bâtiment montre qu'il a été construit dans un mélange de styles pseudo-classique et byzantin.
Après la restauration de l'autocéphalie de l'église géorgienne en 1916, le protopresbytre Mikheïl Makhatadzé (1851-1951) a servi à la tête de l'église. À la suite de l'invasion soviétique de 1921, le gouvernement communiste l'a expulsé et ses 14 enfants de l'église, a confisqué son appartement et l'a relogé. En 1925, le gouvernement soviétique de Mikheil Kakhiani a établi une usine de tricotage de chaussettes dans le bâtiment et en 1927-1929, il a été transformé en bain public. Les archives de 1928 révèlent l'enlèvement des cadavres du cimetière de l'église sous la direction de K.M. Sikharoulidzé, qui a ordonné que le transfert des corps ait lieu la nuit pour empêcher les rassemblements publics.
La restauration de l'église a commencé en 1989 à l'initiative de Merab Kostava et Giorgi Tchantouria, deux activistes anti-soviétiques. Le mur occidental est la seule partie du bâtiment du XIXe siècle qui reste intacte. L'église restaurée est en briques et comprend un bas-relief placé au sommet de l'entrée représentant la Vierge Marie avec un enfant à la main. L'édifice restauré orne un dôme, dans le style de l'architecture religieuse médiévale géorgienne. Construite par l'architecte M. Kiknadzé et peinte par M. Tchakvetadzé, Mgr Constantine a béni la nouvelle église le 23 février 1990 et la première liturgie s'y est tenue le 25 février, en commémoration de Notre-Dame Porte du Ciel. Une petite chapelle dédiée aux Saints Archanges a été ajoutée dans la cour en 1991, tandis que l'ancienne école paroissiale a été restaurée en 2003.

## Description
L'édifice assez grand est pavé de dalles de pierre vertes et lissées. Le temple a trois entrées : une porte ouest avec un bas-relief, une porte sud ouverte avec deux arcs, et un bras nord comprenant une petite porte. Les façades de l'église se distinguent par la symétrie et une abondance d'ornements. Les appuis de fenêtres et les façades sont décorés de motifs ornementaux géométriques et végétaux.

## Galerie

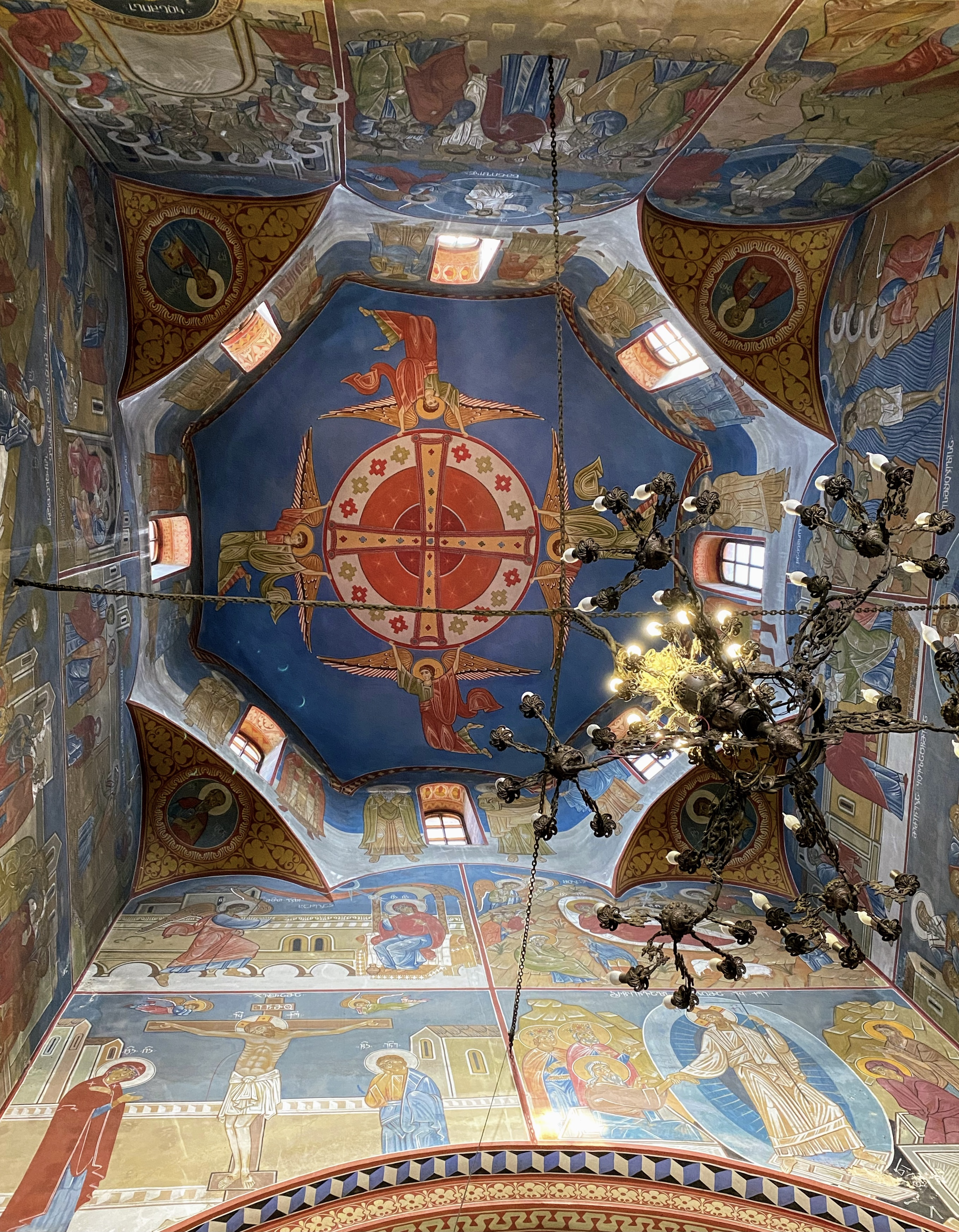
Dôme
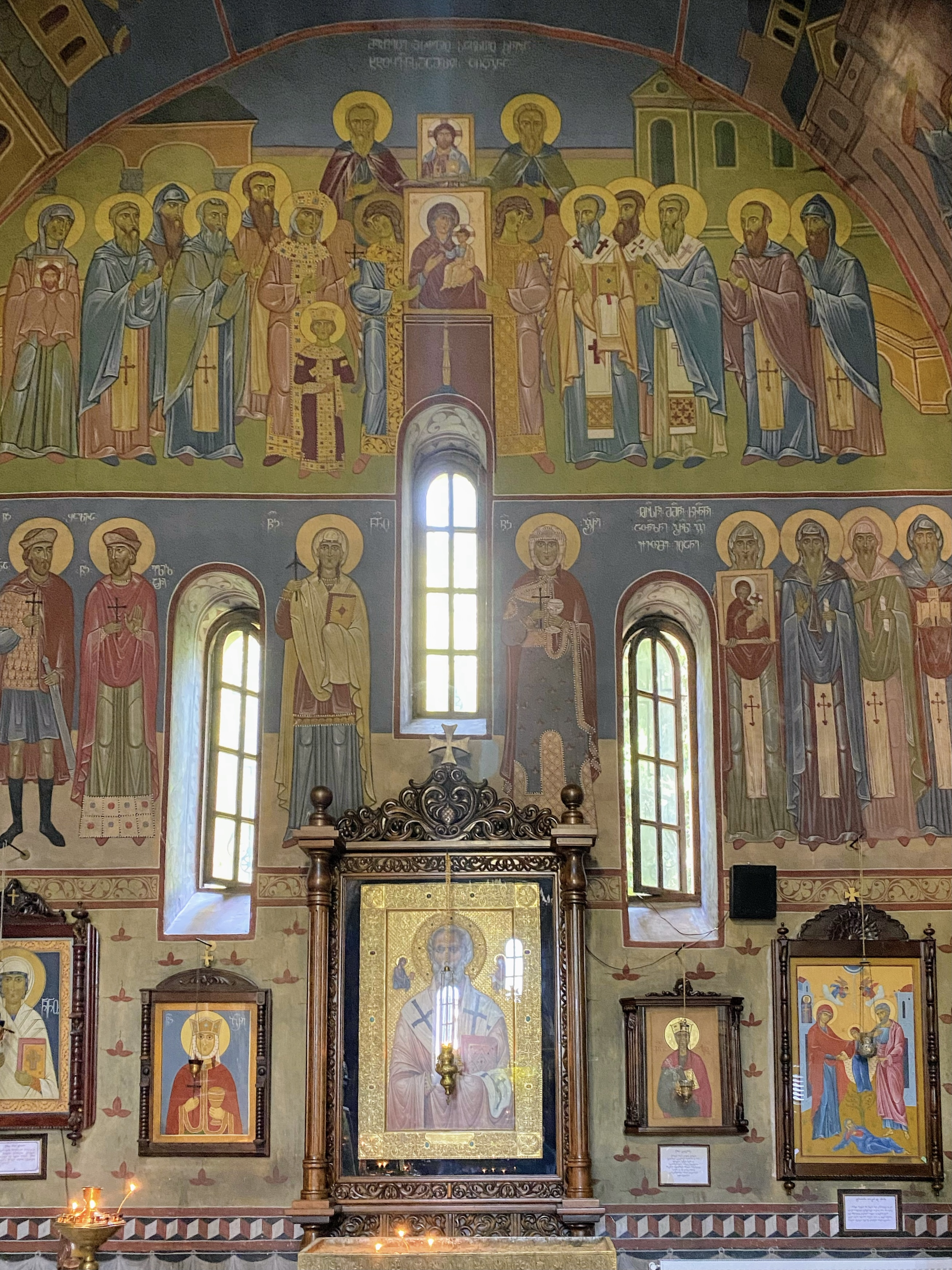
Mur au nord
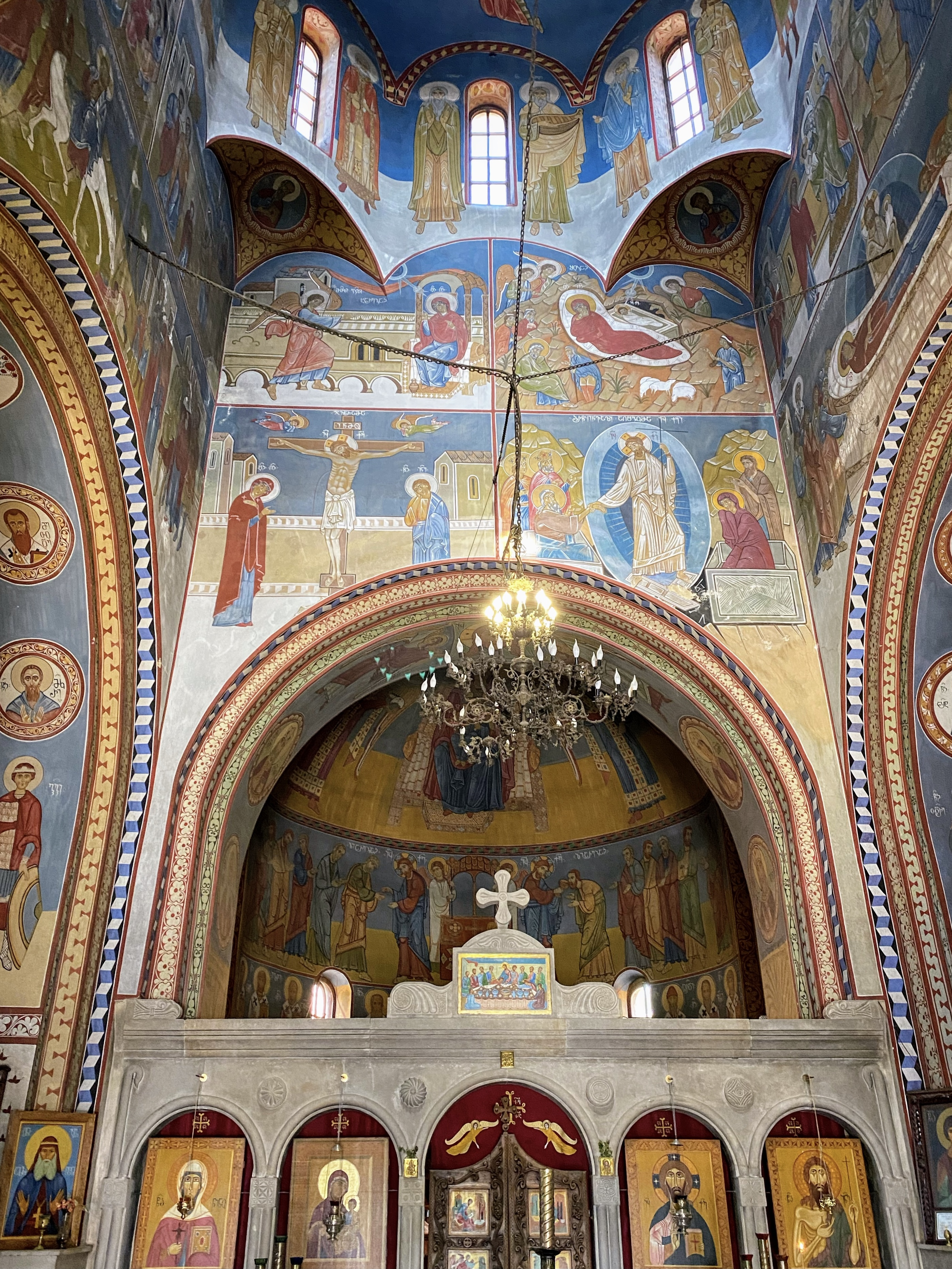
Mur oriental
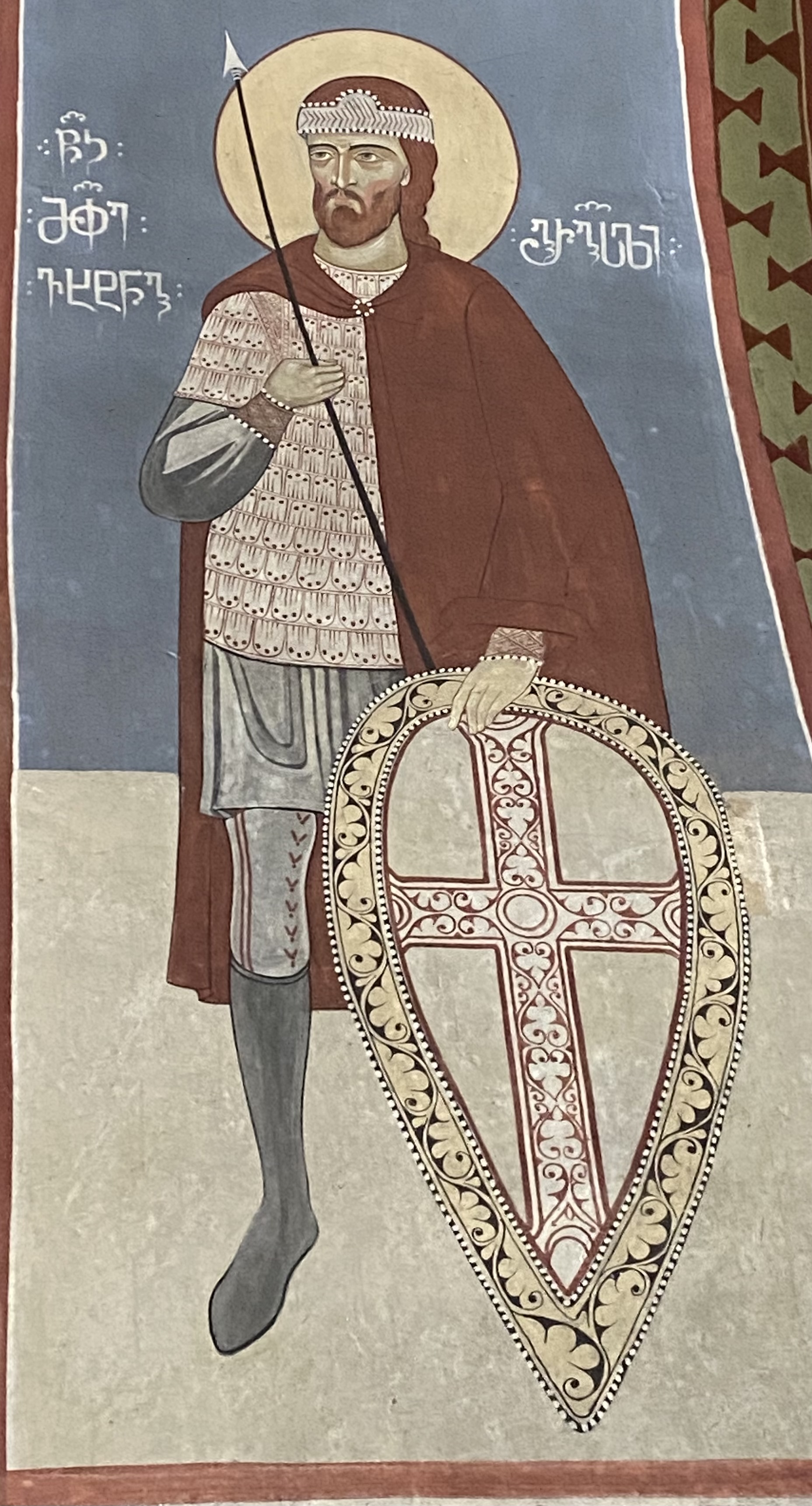
Peinture murale représentant le roi Vakhtang Ier d'Ibérie
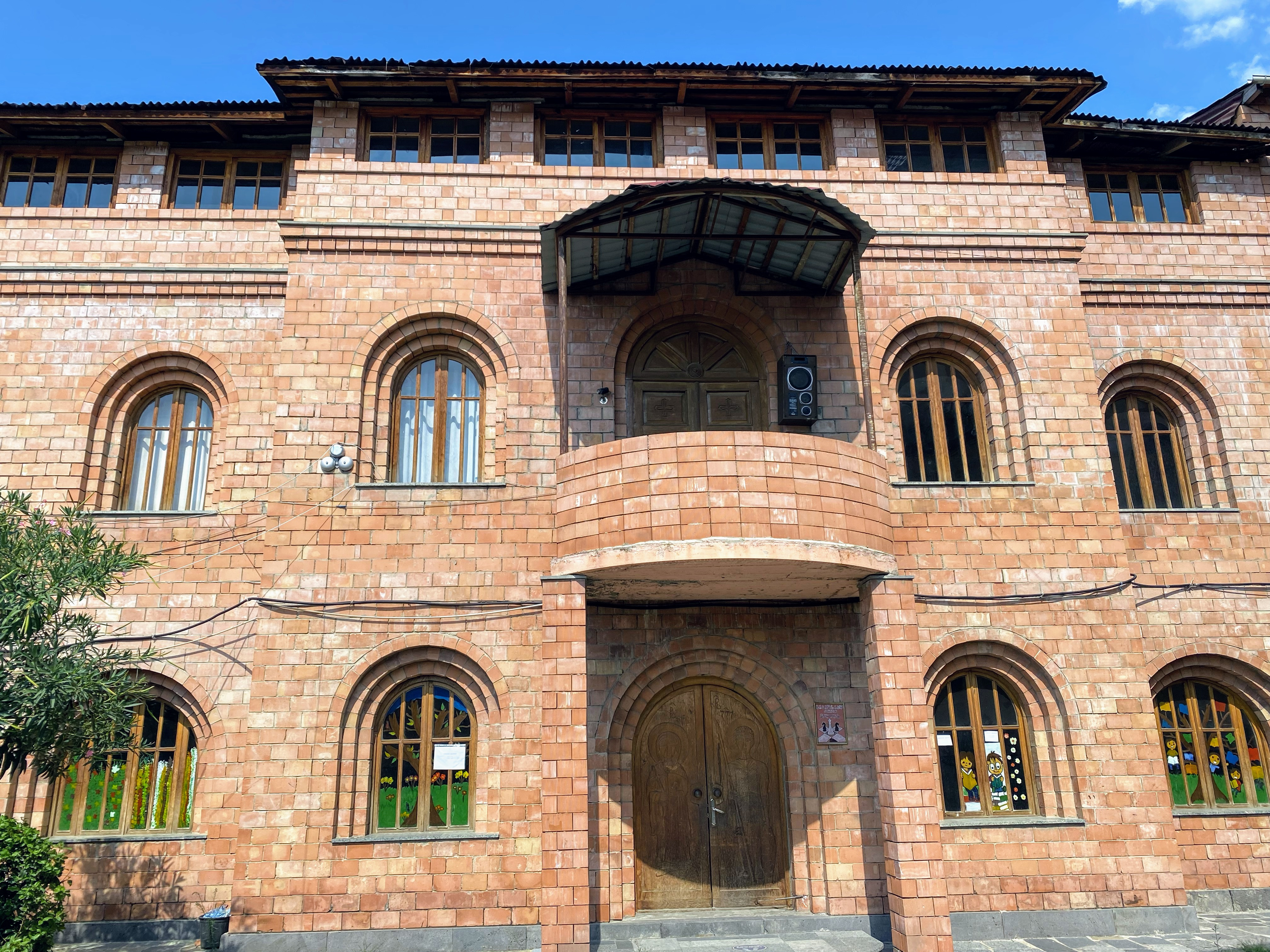
École paroissiale